# Ornithoboea lacei
Ornithoboea lacei är en tvåhjärtbladig växtart som beskrevs av William Grant Craib. Ornithoboea lacei ingår i släktet Ornithoboea och familjen Gesneriaceae. Inga underarter finns listade i Catalogue of Life.

## Bildgalleri

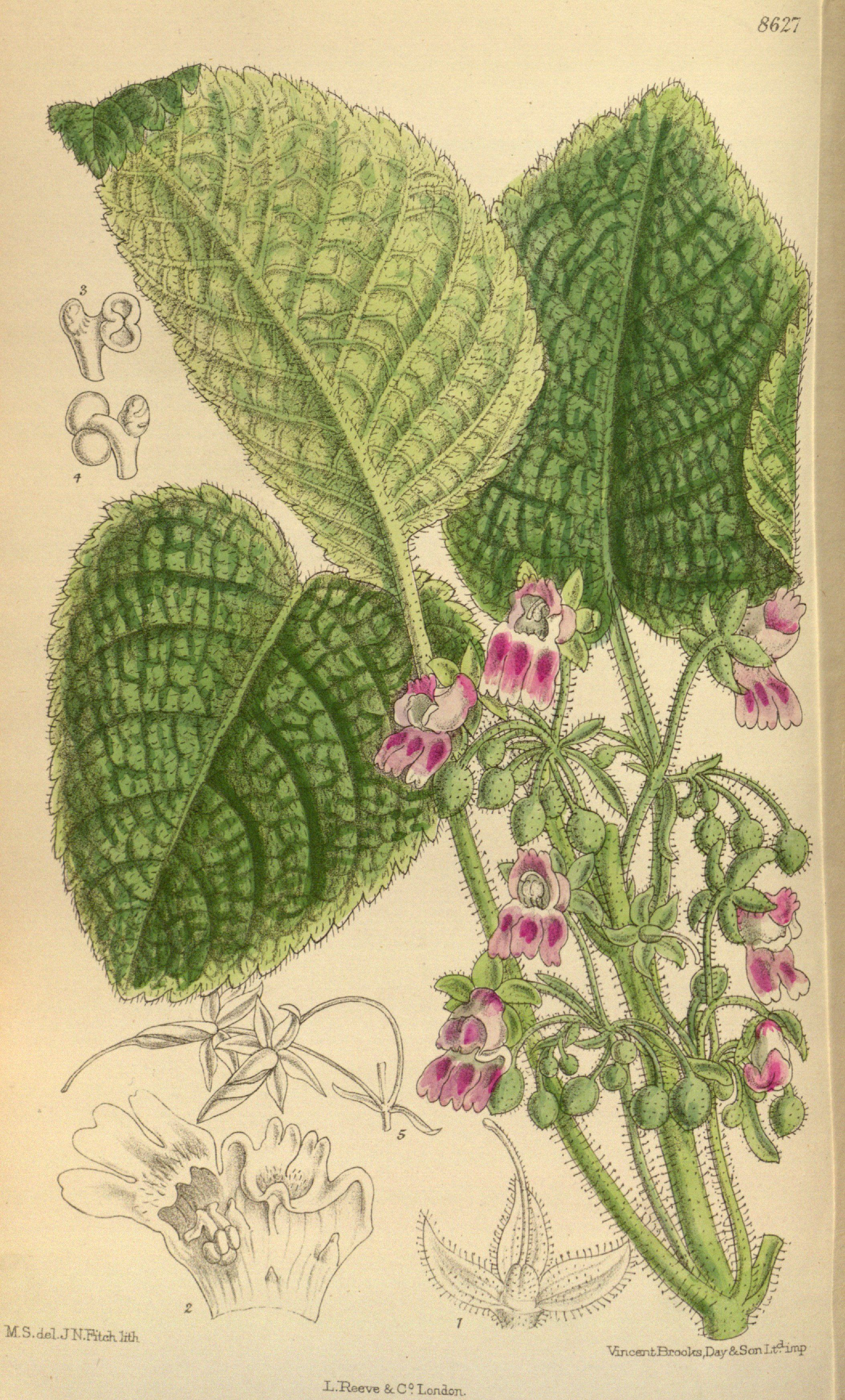